# Bettviller
Bettviller (fràncic lorenès Bettwiller) és un municipi francès situat al departament del Mosel·la i a la regió del Gran Est. L'any 2007 tenia 845 habitants.

## Demografia

### Població
El 2007 la població de fet de Bettviller era de 845 persones. Hi havia 299 famílies, de les quals 62 eren unipersonals (33 homes vivint sols i 29 dones vivint soles), 83 parelles sense fills, 129 parelles amb fills i 25 famílies monoparentals amb fills.
La població ha evolucionat segons el següent gràfic:
Habitants censats

### Habitatges
El 2007 hi havia 327 habitatges, 312 eren l'habitatge principal de la família, 5 eren segones residències i 9 estaven desocupats. 307 eren cases i 19 eren apartaments. Dels 312 habitatges principals, 277 estaven ocupats pels seus propietaris, 23 estaven llogats i ocupats pels llogaters i 12 estaven cedits a títol gratuït; 5 tenien dues cambres, 23 en tenien tres, 55 en tenien quatre i 229 en tenien cinc o més. 276 habitatges disposaven pel capbaix d'una plaça de pàrquing. A 122 habitatges hi havia un automòbil i a 164 n'hi havia dos o més.

### Piràmide de població
La piràmide de població per edats i sexe el 2009 era:
| Homes | Edats   | Dones |
| ----- | ------- | ----- |
| 0     | 95 o +  | 0     |
| 0     | 90 a 94 | 4     |
| 0     | 85 a 89 | 0     |
| 0     | 80 a 84 | 4     |
| 8     | 75 a 79 | 12    |
| 4     | 70 a 74 | 36    |
| 40    | 65 a 69 | 24    |
| 8     | 60 a 64 | 20    |
| 20    | 55 a 59 | 16    |
| 24    | 50 a 54 | 8     |
| 28    | 45 a 49 | 24    |
| 44    | 40 a 44 | 24    |
| 36    | 35 a 39 | 52    |
| 24    | 30 a 34 | 20    |
| 24    | 25 a 29 | 12    |
| 8     | 20 a 24 | 8     |
| 36    | 15 a 19 | 16    |
| 24    | 10 a 14 | 36    |
| 20    | 5 a 9   | 28    |
| 4     | 0 a 4   | 36    |

## Economia
El 2007 la població en edat de treballar era de 561 persones, 386 eren actives i 175 eren inactives. De les 386 persones actives 347 estaven ocupades (212 homes i 135 dones) i 39 estaven aturades (17 homes i 22 dones). De les 175 persones inactives 33 estaven jubilades, 59 estaven estudiant i 83 estaven classificades com a «altres inactius».

### Ingressos
El 2009 a Bettviller hi havia 317 unitats fiscals que integraven 834 persones, la mediana anual d'ingressos fiscals per persona era de 17.899 €.

### Activitats econòmiques
Dels 19 establiments que hi havia el 2007, 1 era d'una empresa alimentària, 1 d'una empresa de fabricació d'altres productes industrials, 1 d'una empresa de construcció, 4 d'empreses de comerç i reparació d'automòbils, 1 d'una empresa de transport, 2 d'empreses d'hostatgeria i restauració, 2 d'empreses d'informació i comunicació, 2 d'empreses immobiliàries, 4 d'empreses de serveis i 1 d'una entitat de l'administració pública.
Dels 5 establiments de servei als particulars que hi havia el 2009, 1 era una fusteria, 1 electricista, 1 agència de treball temporal i 2 restaurants.
Dels 2 establiments comercials que hi havia el 2009, 1 era una botiga de menys de 120 m² i 1 una botiga de material esportiu.
L'any 2000 a Bettviller hi havia 26 explotacions agrícoles que ocupaven un total de 972 hectàrees.

## Equipaments sanitaris i escolars
El 2009 hi havia una escola elemental.

## Poblacions més properes
El següent diagrama mostra les poblacions més properes.